# أورسولا مارتن
أورسولا هيلدا ماري مارتن (بالإنجليزية: Ursula Martin)‏، الحاصلة على رتبة الإمبراطورية البريطانية وزمالة الأكاديمية الملكية للهندسة (من مواليد 3 أغسطس 1953) هي عالمة حاسوب بريطانية، لها اهتمامات بحثية في علم الحاسوب النظري والأساليب الرسمية. ومعروفة أيضًا بأنشطتها التي تهدف إلى تشجيع النساء في مجالات الحوسبة والرياضيات.
عملت مارتن منذ عام 2014 كأستاذ لعلم الحاسوب في قسم علوم الحاسوب جامعة أكسفورد في جامعة أوكسفورد، وحصلت على زمالة من شركة EPSRC. شغلت مارتن قبل ذلك منصب رئيس قسم علوم الكمبيوتر في كلية الهندسة الإلكترونية وعلوم الكمبيوتر في كلية الملكة ماري بجامعة لندن، حيث كانت نائبة مدير العلوم والهندسة منذ عام 2005 إلى عام 2009.

## حياتها
وُلدت مارتن في لندن في 3 أغسطس 1953 للكاهنة آن لويز والنقيب جيفري ريتشارد مارتن. تلقت مالاتن تعليمها في كلية آبي في مالفيرن ويلز.
تخرجت مارتن في عام 1975 مع ماجستير من كلية جيرتون، كامبردج، ثم حصلت على الدكتوراة في الرياضيات في عام 1979 من جامعة وارويك. بدأت مارتن تعمل في نظرية المجموعات في الرياضيات، وانتقلت في وقت لاحق إلى أنظمة إعادة كتابة الأوتار. شغلت مارتن مناصب أكاديمية في جامعة إلينوي في أوربانا-شامبين وجامعة مانشستر ورويال هولواي بجامعة لندن. كما قامت بزيارات علمية إلى معهد ماساتشوستس للتكنولوجيا وشركة SRI الدولية، وكانت زميلة زائرة في عام 2004 في معهد أكسفورد للإنترنت.
كانت مارتن أستاذًا لعلوم الكمبيوتر بجامعة سانت أندروز في اسكتلندا من عام 1992 إلى عام 2002. وكانت أول أستاذة في الجامعة منذ تأسيسها عام 1411.
من عام 2003 إلى عام 2005، تم إعارة مارتن إلى مختبر الكمبيوتر بجامعة كامبريدج بدوام جزئي كمدير لمشروع Women @ CL لقيادة المبادرات المحلية والوطنية والدولية للنساء في مجال الحوسبة، بدعم من مركز مايكروسوفت للأبحاث (Microsoft Research) و مركز كامبريدج للأبحاث (Intel Cambridge Research). كما كانت مارتن زميلة كلية نيونهام، كامبريدج.
عملت مارتن كمحررة استشارية لمجلة المنطق الخام والتطبيقي (التي نشرتها دار إلسيفير Elsevier) وفي مجلس تحرير مجلة الحساب والرياضيات (جمعية لندن للرياضيات).

## الجوائز والتكريمات
حصلت مارتن على رتبة الإمبراطورية البريطانية في عام 2012 لتكريم العام الجديد لخدمات علوم الكمبيوتر. وفي عام 2017، تم انتخابها كزميلة للجمعية الملكية لإدنبره في عام 2017 والأكاديمية الملكية للهندسة.

## روابط خارجية
- QMUL home page
- Publications
- University of Oxford home page
- قائمة النشرات من البحث الأكاديمي في مايكروسوفت [الإنجليزية]‏

- Ursula Martin at الببليوغرافيا الرقمية ومشروع المكتبة Bibliography Server
- منشورات أورسولا مارتن مفهرسة بواسطة الباحث العلمي من جوجل

- أورسولا مارتن في شجرة علماء الرياضيات